# كيتشي (لاعب كرة قدم)
كيتشي (بالإسبانية: Juan Pérez 'Kichi')‏ هو لاعب كرة قدم مكسيكي في مركز الهجوم، ولد في 5 مايو 1985 في تيخوانا في المكسيك. لعب مع دورادوس سينالوا.

## وصلات خارجية
- كيتشي (لاعب كرة قدم) على موقع Soccerway.com (الإنجليزية)